# 隆格伊交通網絡
隆格伊交通網絡（縮寫 RTL），又譯隆格伊公交系统，是加拿大魁北克省隆格伊的公共运输系统，并且也为蒙特利尔及附近南岸社区服务。在2013年RTL运输了34,447,686人。

## 历史
RTL于1974年7月1日正式成立，作为蒙特利尔交通运输委员会的一员，并取代了原有的私营公司尚布利交通（Chambly Transport）。RTL为布谢维尔、寶樂沙、格林菲尔德帕克、朗基爾、勒穆瓦讷、圣于贝尔、圣朗贝尔和圣心圣母镇等社区服务，1985至2002年，RTL被命名为蒙特利爾南岸交通運輸公司（Société de transport de la Rive-Sud de Montréal，縮寫STRSM）。2002年被市政并购后，被正式命名为隆格伊運輸公司（Société de transport de Longueuil），但平时车票上都写的是「隆格伊運輸網」（Réseau de transport de Longueuil），以免与拉瓦勒市的拉瓦勒交通局混淆。
基于2004年的一次公民投票，自2006年1月1日起，部分社区从隆格伊独立成立市。然而，独立后的各市政府仍旧为RTL提供资金并享用RTL的服务，因为這些部分社區仍然属于隆格伊地区。

## 出租车服务
RTL为没有定期巴士线路的居民们提供14条共享的士线路。出租車会在相同的站点接送乘客，并可以使用与公交车相同的车票及公交卡。出租车会将乘客带到最近的专车点，而且各条线路的的士都有自己的时间表。